# Gospodarka remontowa
Gospodarka remontowa – utrzymanie odpowiedniej dyspozycyjności obiektów technicznych oraz usuwanie skutków zużycia fizycznego i ekonomicznego.
Ma ona na celu zapobieganie nadmiernemu zużyciu środków (maszyn, urządzeń, budynków) oraz utrzymanie ich w należytym stanie technicznym i stanie gotowości do pracy.
Remonty obiektów i naprawy maszyn przedłużają czas użytkowania środków trwałych. Racjonalna gospodarka środkami trwałymi wymaga oparcia jej o system planowo-zapobiegawczy i ma za zadanie nie dopuszczać do uszkodzenia obiektu.
Prace remontowe realizowane są w cyklu remontowym.
Gospodarka remontowa obejmuje;
- konserwacje – polegają na czyszczeniu, smarowaniu i oliwieniu poszczególnych części maszyn, na regulacji mechanizmów, dokręcaniu nakrętek itp.;
- przeglądy – odbywają się w określonych z góry terminach i mają na celu kontrole stanu technicznego maszyny lub urządzenia;
- naprawy – obejmują prace zmierzające do doprowadzenia maszyn i urządzeń do stanu sprawności technicznej przez wymianę lub regeneracje obiektów.

Należy rozróżnić tu remont i naprawę (remont nieplanowy), która również polega na przywróceniu wartości użytkowej, ale – obiektu uszkodzonego.
Celem gospodarki remontowej jest utrzymanie maszyn i urządzeń oraz innych środków trwałych w należytym stanie technicznym i stałej gotowości do pracy.
Szczególne znaczenie gospodarki remontowej widać w eliminowaniu zmian w sprawności maszyn i urządzeń i zapobieganiu tym zmianom, gdyż nawet częściowe zaniechanie działań remontowych wzmogłoby występowanie coraz częstszych zakłóceń w pracy maszyn i urządzeń.
Gospodarka remontowa wspiera przedsiębiorstwo w:
- planowaniu remontów, przeglądów i prac konserwatorskich,
- kontroli terminów serwisu gwarancyjnego oraz ważności ubezpieczeń,
- obsłudze zgłoszeń napraw,
- ewidencji zdarzeń związanym z zasobem sprzętowym,
- ewidencji kosztów remontów,
- obsłudze kart drogowych dla taboru samochodowego.

## Obsługa eksploatacyjna
British Standards Institute definiuje obsługę eksploatacyjną (maintenance) jako: połączenie wszystkich działań technicznych i związanych z nimi działań administracyjnych w celu utrzymania obiektu lub jego regeneracji do stanu, w którym będzie mógł spełniać wymagane dla niego funkcje.

### Generacje obsługi eksploatacyjnej

#### Generacja pierwsza: lata: 1940-1950
Gwałtowny rozwój przemysłu w latach trzydziestych umożliwił masową produkcję wielu wyrobów dotąd wytwarzanych jednostkowo. Rynek był tak chłonny na nowe produkty, że faktyczną barierą w ich upowszechnieniu były ograniczone zdolności produkcyjne. Okres ten przeszedł do historii pod nazwą „lata produkcji”. Pod koniec lat czterdziestych, wraz z powolnym nasycaniem się rynku nowymi produktami, barierą stały się umiejętności zbycia produkcji. Tak narodziły się „lata sprzedaży”. W tych dwóch okresach w gospodarce remontowej obowiązywało podejście korekcyjne, a motto tej generacji brzmiało: „reperuj, gdy się zepsuje”.

#### Generacja druga: 1951-1975
W związku z postępującą industrializacją w latach pięćdziesiątych, warunkiem sukcesu rynkowego stało się konstruowanie produktów pod konkretne, niezaspokojone dotąd potrzeby rynku. Tak narodziły się „czasy marketingu”. Lata sześćdziesiąte zapoczątkowały systematyczną alokację kapitału z branż tradycyjnych do nowoczesnych, bardziej rentownych. Do historii przeszły pod nazwą „okres dywersyfikacji”. Wraz z rozwojem konkurencji i poszukiwaniem sposobów obniżki kosztów funkcjonowania przedsiębiorstwa formułowano większe wymagania od systemu utrzymania ruchu:
- niższe koszty
- dłuższy żywot urządzeń

#### Generacja trzecia: 1976-do dziś
Zapoczątkowana w latach osiemdziesiątych „epoka zarządzania strategicznego”, w miarę postępującej globalizacji, przeszła w latach dziewięćdziesiątych w „erę hiperkonkurencji”. Okres ten zaowocował dalszym poszukiwaniem rezerw tkwiących w procesach pomocniczych, co w konsekwencji skutkowało tym, że w zakresie utrzymania ruchu zakładano:
- planowaną zdecydowanie większą dostępność i niezawodność
- wyższą jakość produkcji
- większe bezpieczeństwo
- korzystny wpływ na środowisko
- dłuższy żywot urządzeń
- większą efektywność kosztów.